# عدنان عبد الصمد
عدنان سيد عبد الصمد أحمد سيد زاهد (25 أبريل 1950 - )؛ نائب سابق في مجلس الأمة الكويتي، ولد عدنان عام 1950 ودرس العلوم السياسية وعمل في وزارة النفط قبل انتخابه عضوًا في الجمعية الوطنية عام 1981. في حين أن الأحزاب السياسية غير قانونية في الكويت، فإن عبد الصمد منتسب إلى التحالف الإسلامي الوطني، وهو حزب شيعي.

## سيرته البرلمانية
شارك في انتخابات مجلس الأمة الكويتي 1981 في الدائرة الأولى، وحصل على المركز الأول برصيد 456 صوت وفاز بالانتخابات ، وشارك في انتخابات مجلس الأمة الكويتي 1985 في الدائرة الأولى، وحصل على المركز الثالث برصيد 446 صوت وخسر الانتخابات ، وشارك في انتخابات مجلس الأمة الكويتي 1992 في الدائرة الأولى، وحصل على المركز الأول برصيد 695 صوت وفاز بالانتخابات ، وشارك في انتخابات مجلس الأمة الكويتي 1996 في الدائرة الأولى، وحصل على المركز الثاني برصيد 547 صوت وفاز بالانتخابات ، وشارك في انتخابات مجلس الأمة الكويتي 1999 في الدائرة الأولى، وحصل على المركز الأول برصيد 695 صوت وفاز بالانتخابات ، وشارك في انتخابات مجلس الأمة الكويتي 2003 في الدائرة الأولى، وحصل على المركز الرابع برصيد 1152 وخسر الانتخابات ، وشارك في انتخابات مجلس الأمة الكويتي 2006 في الدائرة الثالثة عشر، وحصل على المركز الثاني برصيد 3776 وفاز بالانتخابات ، وشارك في انتخابات مجلس الأمة الكويتي 2008 في الدائرة الأولى، وحصل على المركز السابع برصيد 7155 صوت وفاز بالانتخابات.
وشارك في انتخابات مجلس الأمة الكويتي 2009 في الدائرة الأولى، وحصل على المركز التاسع برصيد 6,717 صوت وفاز بالانتخابات، شارك أيضًا في انتخابات مجلس الأمة الكويتي فبراير 2012 في الدائرة الأولى، وحصل على المركز الثامن برصيد 7,812 صوت، وشارك في انتخابات مجلس الأمة الكويتي ديسمبر 2012 في الدائرة الأولى، وحصل على المركز الثاني برصيد 4,947 صوت، وشارك في انتخابات مجلس الأمة الكويتي 2013 وحصل على المركز الأول برصيد 4,975 صوت، وشارك في انتخابات مجلس الأمة الكويتي 2016 وحصل على المركز الأول برصيد 4,287 صوت.

## طرده من حركة العمل الشعبي
في 19 شباط/فبراير 2008، طردت كتلة العمل الشعبي عدنان عبد الصمد وزميله النائب الشيعي أحمد لاري لمشاركتهما في حفل تأبين القائد الأعلى لـ «حزب الله» الذي قُتل عماد مغنية. أصدرت حركة العمل الشعبي بيانًا يستنكر وبشدة مُشاركتهما في حفل التأبين حيثُ ذكروا بأن «نحن في كتلة العمل الشعبي نرفض رفضا قاطعا وباستنكار مشاركة النائبين عبدالصمد ولاري في مراسم تأبين الارهابي عماد مغنية، الذي اختطف وروع هو ومجموعته الكويت وشعبها، وقتل اثنين من ابنائها وبشكل وحشي من خلال ارتكابه لجريمة خطف طائرة الجابرية» ، وقال المُتحدث باسم حشد مسلم البراك بأن القرار كان «ضرورة لا بد منها» وأضاف بأن «لم نجد أمامنا في الكتلة سوى اتخاذ هذا القرار الصعب، ومن يتخذ هذا القرار الصعب هو من يسعى إلى الموقف الصعب»

## أبرز مواقفه في مجلس الأمة

### مجلس الأمة 2016
| استجواب الوزيرة هند الصبيح (يناير 2018)                  | مُمتنع        |
| استجواب الوزير بخيت الرشيدي (2018)                       | مع الاستجواب |
| استجواب الوزيرة هند الصبيح (مايو 2018)                   | مع الاستجواب |
| استجواب الوزير خالد الروضان (2019)                       | ضد الاستجواب |
| استجواب الوزير محمد الجبري (2019)                        | ضد الاستجواب |
| استجواب الوزير نايف الحجرف (2019)                        | ضد الاستجواب |
| استجواب الوزير براك الشيتان (2020)                       | ضد الاستجواب |
| استجواب الوزير أنس الصالح (أغسطس 2020)                   | ضد الاستجواب |
| استجواب الوزير سعود هلال الحربي (أغسطس 2020)             | مع الاستجواب |
| استجواب الوزير سعود هلال الحربي (سبتمبر 2020)            | مع الاستجواب |
| استجواب الوزير أنس الصالح (سبتمبر 2020)                  | ضد الاستجواب |
| تصويت فتح باب ما يستجد من أعمال (تعديل النظام الانتخابي) | غير موافق    |

### مجلس الأمة 2020
أصدر مركز اتجاهات للدراسات والبحوث، تقريرًا حول أداء عدنان عبد الصمد في مجلس الأمة 2020، ووصفته بأنهُ مؤيدًا لقرارات الحكومة ورئيس المجلس وضد الإرادة الشعبية، ولم يستخدم أداة الاستجواب بتاتًا.
| استجواب الوزير حمد جابر العلي (يناير 2022)              | غير موجود    |
| استجواب الوزير أحمد ناصر الصباح (فبراير 2022)           | ضد الاستجواب |
| استجواب الوزير علي حسين الموسى (مارس 2022)              | ضد الاستجواب |
| رفع الحصانة عن النائب شعيب المويزري في شكوى رئيس المجلس | موافق        |
| رفع الحصانة عن النائب محمد المطير                       | موافق        |
| رفع الحصانة عن النائب ثامر السويط                       | موافق        |
| رفع الحصانة عن النائب خالد مؤنس العتيبي                 | موافق        |